# 村田敏一
村田 敏一（むらた としかず、1957年9月14日 ‐ ）は、日本の法学者。専門は商法（保険法、会社法）。
日本生命に勤務した後、立命館大学法務研究科教授を務めた。
研究テーマは、保険法と保険業法の機能分担、敵対的買収防衛策、新保険法の解釈論、株主平等の原則の研究。
日本私法学会および日本保険学会の理事を歴任した。

## 略歴
- 1957年9月　滋賀県栗太郡栗東町（現栗東市）に生まれる
- 1976年3月　私立東大寺学園高等学校卒業
- 1980年3月　京都大学法学部卒業、在学中は父親の旧制第三高等学校時代の学友川又良也教授（商法）の指導を受ける[3]。
- 1980年4月　日本生命保険相互会社入社
- 2001年3月　同 調査部専門副部長（法務）
- 2005年3月　同 企画総務部専門部長（法務）
- 2007年3月　同 退社（早期定年退職）
- 2007年4月　立命館大学大学院法務研究科教授（～2023年3月 定年）
- 2009年4月　立命館大学大学院法務研究科副研究科長（～2011年3月）
- 2010年4月　立命館大学大学院法務研究科大学院委員（～2011年3月）
- 2017年7月　学校法人立命館評議員（～2020年7月）
- 2023年4月　立命館大学大学院法務研究科特任教授

- 上記の他，京都大学客員教授（2003年4月～2004年3月），京都大学大学院法学研究科講師〔非常勤〕（2011年10月～2021年3月／各後期）を兼任する。

## 学術活動・社会活動・社会貢献等
- 1999年9月　金融審議会ホールセール・リーテイルに関する作業部会オブザーバー（～2000年7月）
- 2000年9月　金融審議会異業種参入に伴う銀行法等の整備・他業禁止の緩和等に関する作業部会オブザーバー（～2000年12月）
- 2001年3月　金融審議会保険の基本問題に関する作業部会委員（～2002年3月)
- 2002年6月　金融審議会信託に関する作業部会委員（～2003年6月）
- 2003年2月　金融審議会専門委員（～2007年3月）
- 2003年10月 社団法人日本経済団体連合会経済法規委員会企画部会委員（～2007年3月）
- 2004年9月　経済産業省企業価値研究会委員（～2007年3月）
- 2007年4月　株式会社ニッセイ基礎研究所客員研究員（～2012年3月）

- 日本私法学会（理事：2018年10月～2021年10月）
- 日本保険学会（評議員：2004年10月～2006年10月、理事：2006年10月～2008年10月)

## 著書

### 単著
- 『株主平等原則と株主権の動態』〔立命館大学法学叢書第23号〕法律文化社（2021年11月）

### 共著
- 日本生命保険生命保険研究会編著『生命保険の法務と実務』社団法人 金融財政事情研究会（2004年11月）
- 竹濵修編『基礎クラス＋α 会社法』法律文化社（2010年11月）